# Roman Tkaczyk (lekkoatleta)
Roman Raymond Tkaczyk (ur. 28 października 1941 w Cagnac-les-Mines we Francji) – polski lekkoatleta, średniodystansowiec.
Największe sukcesy odnosił w biegu na 1500 metrów. Wystąpił w tej konkurencji na mistrzostwach Europy w 1966 w Budapeszcie, ale odpadł w eliminacjach.
Był trzykrotnym wicemistrzem Polski w biegu na 1500 metrów w 1964, 1966 i w 1967, a także brązowym medalistą w biegu przełajowym na 3,5 km w 1964.
W latach 1964–1967 wystąpił w  czterech meczach reprezentacji Polski na 1500 m, odnosząc 1 zwycięstwo indywidualne.
Rekordy życiowe:
- bieg na 800 metrów – 1:49,4 (17 lipca 1966, Katowice)
- bieg na 1000 metrów – 2:20,4 (20 sierpnia 1966, Sopot)
- bieg na 1500 metrów – 3:41,8 (6 sierpnia 1966, Poznań)[5]
- bieg na 3000 metrów – 8:08,8 (23 sierpnia 1964, Warszawa)

Był zawodnikiem Śląska Wrocław, Górnika Wałbrzych i Olimpii Poznań.